# Bayes' teorem
Bayes' teorem, eller Bayes' læresætning, viser, hvorledes den betingede sandsynlighed afhænger af dens inverse. F.eks. afhænger sandsynligheden for, at en hypotese er sand givet observerede data, af sandsynligheden af disse data givet hypotesen. Dermed går bayesiansk statistik mod den gængse frekventistiske tilgang i statistik.
Læresætningen udtrykker den a posteriori sandsynlighed (efter at hændelsen B er observeret) for en given hypotese A, i kraft af den a priori sandsynlighed af A og B, og sandsynligheden af B givet A. Den medfører, at data er mere overbevisende, hvis det var mere usandsynligt, før det blev observeret. Bayes læresætning er gyldig i alle gængse fortolkninger af sandsynlighed, og er anvendelig i mange videnskaber:
{\displaystyle P(A|B)={\frac {P(A\cap B)}{P(B)}}={\frac {P(B\cap A)}{P(B)}}={\frac {P(B|A)P(A)}{P(B)}}}
Bayes' teorem er opkaldt efter pastor Thomas Bayes (1701-1761), der som den første viste, hvordan man med ny viden kan justere en formodning. Teoremet blev yderligere udviklet af Pierre-Simon Laplace, som først præsenterede den nuværende formulering i Théorie analytique des probabilités fra 1812. Harold Jeffreys satte Bayes' algoritme og Laplaces formulering på en aksiomatisk form. Jeffreys skrev, at Bayes' teorem "er for sandsynlighedsteorien, hvad den pythagoræiske læresætning er for geometrien."
| Matematik | Spire Denne artikel om matematik er en spire som bør udbygges. Du er velkommen til at hjælpe Wikipedia ved at udvide den. |